# Пег Паулер
Пег Паулер (англ. Peg Powler) — речная ведьма из английского фольклора с зелёной кожей, длинными волосами и острыми клыками, по легенде, она обитает в реке  Тис. Она топит людей, которые слишком долго блуждают близко к краю воды, особенно любит топить непослушных детей; в Миддлтоне и в Тисдэйле её упоминают как большого зелёного призрака.
Она подобна голландской фольклорной фигуре Хээнтджу Пику, славянскому духу воды Водяному и немецкому духу воды Хэстрмэну. Гриндилоу и Зеленозубая Дженни — подобные персонажи, взятые из этого же фольклора.